# Бабич, Михаил Васильевич
Михаи́л Васи́льевич Ба́бич (род. 29.04.1960) — российский математик и физик-теоретик, доктор физико-математических наук, ведущий научный сотрудник лаборатории математических проблем физики ПОМИ РАН, профессор кафедры высшей математики и математической физики физического факультета СПбГУ.

## Биография
Родился 29 апреля 1960 года в Санкт-Петербурге.
Математик и физик-теоретик, доктор физико-математических наук, ведущий научный сотрудник лаборатории математических проблем физики ПОМИ РАН.
Профессор кафедры высшей математики и математической физики физического факультета СПбГУ.

### Образование
- 1974—1977 гг. — Школа-интернат для студентов физико-математических специальностей при Ленинградском университете.
- 1977—1983 гг. — физический факультет Ленинградского университета, степень магистра физики присуждена в 1983 году.
- 1986 г. — Доктор философии[что?] по математической физике, Ленинградский университет; диссертация: Алгебраико-геометрические методы в теории нелинейных уравнений в частных производных. Новые классы решений решётки Тода[уточнить] и уравнения Синуса-Гордона в терминах специальных функций. Симметрии алгебраических кривых и их влияние на решения нелинейных дифференциальных уравнений. Реализация формул интегрирования с конечным промежутком. Применение результатов к уравнению Синуса-Гордона.
- 1995 г. — Докторская степень по математике, Российская академия наук; тема диссертации: Интегрируемые поверхности и симметрии решений с конечными промежутками. Новые приложения теории интегрируемых систем к задачам геометрии поверхностей и исследованию алгебро-геометрических решений с дополнительными симметриями[4].

### Карьера
- 1981—1993 — научные исследования в группе под руководством профессора В. Б. Матвеева.
- 1986—1992 — доцент кафедры математики Ленинградского института авиационного приборостроения.
- 1992—1993, 1994—1995 — стажёр-исследователь Санкт-Петербургского филиала Математического института им. В. А. Стеклова Российской академии наук (МИАН).
- 1993—1994 — приглашённый доцент кафедры математики и компьютерных наук Университета Кларксона, Потсдам, Нью-Йорк, США.
- 1995—2002, 2002—2006, с 2006 — старший научный сотрудник Санкт-Петербургского филиала МИАН.
- 2002, 2006 — приглашённый доцент кафедры математики и статистики Университета Конкордия, Монреаль, Канада.

## Личная жизнь
Отец — В. М. Бабич, физик и математик, доктор физико-математических наук, профессор.
Женат, трое детей.